# Kvartetten som sprängdes (TV-serie)
Kvartetten som sprängdes är en svensk dramaserie från 1973 som bygger på Birger Sjöbergs roman Kvartetten som sprängdes.
Serien hade premiär i Sveriges Television den 1 april 1973. Den visades även i repris under nyårshelgen 1974–1975.
1950 gjorde Gustaf Molander sin filmversion av Kvartetten som sprängdes. TV har framfört den två gånger, dels 1962 som TV-teater, dels här som en miniserie.

## Rollista (i urval)
- Peter Harryson – Bengt "Cello" Erlandsson , journalist
- Hans Klinga – Thure Borg, notarie
- Hans Alfredson – Karl Ludvig Sundelin, kamrer
- Gösta Ekman – Petrus Anker, fondmäklare
- Lena Nyman – Maj Andersson, "Electrical girl"
- Angelica Lundqvist – Märta Åvik
- Jan Henriques – Edmund Åvik
- Keve Hjelm – Fabrikör Anders Åvik
- Gunn Wållgren – fru Selma Åvik
- Peter Schildt – Frans Åvik
- Agneta Prytz – mormor, "lilla Mussy"
- Gudrun Brost – Tant Klara
- Max von Sydow – ingenjör Teodor Planertz
- Frank Sundström – Svante "Bratscha" Andersson, Majs far
- Erik Hell – Gustaf Borg
- Ernst-Hugo Järegård – Stolz
- Jan-Olof Strandberg – Backlund
- Nils Åsblom – Herr Olsén
- Sissel M. Barth – Fru Olsén
- Willy Keidser – redaktören
- Lissi Alandh – Alma
- Eva-Lena Zetterlund – Stina
- Georg Adelly – hovmästare Edelberg
- Gunnar Ossiander – Tidlund, servitör
- Pierre Lindstedt – Albin Tidlund
- Sture Djerf – Kapten Tingström
- Göte Fyhring – "Far i skåpet"
- Marrit Ohlsson – "Fakiren"
- Monica Zetterlund – fröken Pylman
- Monica Dominique – Gullan Dykare
- Helena Kallenbäck – Pensionatsvärdinnan
- Mårten Larsson – Häradshövdingen
- Daniel Alfredson – Edmunds kamrat
- Göran Carlfors – Edmunds kamrat
- Björn Edholm – Edmunds kamrat
- Per Grundén – Nicklasson
- Carl-Axel Elfving – bankman
- Jan-Olof Rydqvist – bankman
- Lars-Levi Læstadius – Thun
- Stig Järrel – teaterdirektör Billquist
- Tjadden Hällström – kamrer Edvard Kalm
- Sven Holmberg – herr Broman, skådespelare
- Maritta Marke – fru Broman
- Magnus Härenstam – glasmästare Kumlin
- Toivo Pawlo – Thure Borgs chef